# Daniel Lambert
Pour les articles homonymes, voir Daniel Lambert (homonymie) et Lambert.
Daniel Lambert, né le 13 mars 1770 à Leicester et mort le 21 juin 1809 à Stamford, était un britannique célèbre pour son poids de 335 kg (au moment de sa mort). Il avait probablement plus de 2 m de tour de taille.

## Galerie

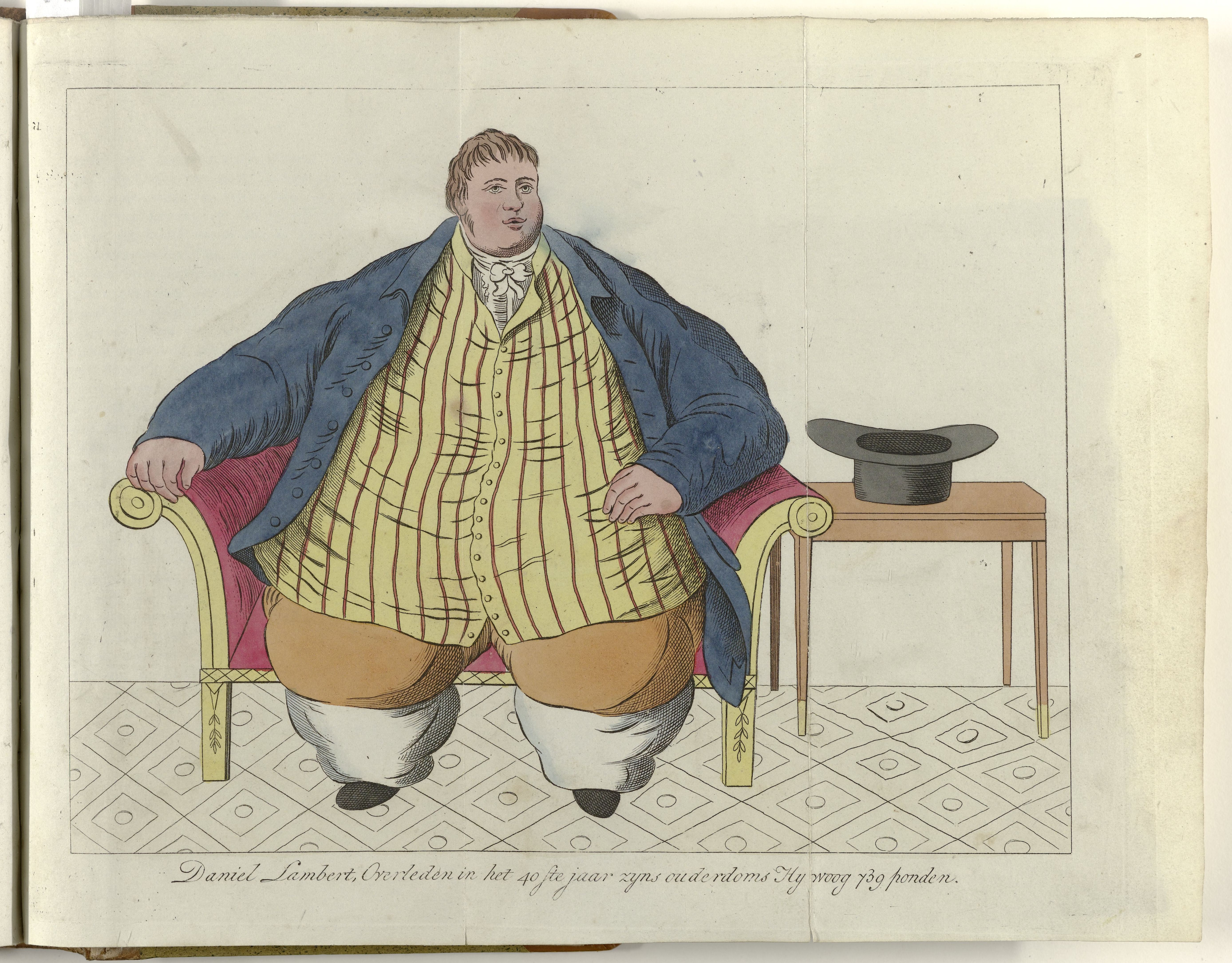
Illustration de 1809